# Ягуштово
Ягуштово (Ягуштово, Августово, Ауґустово, пол. Augustowo) — село в Польщі, у гміні Більськ-Підляський Більського повіту Підляського воєводства. Населення — 520 осіб (2011).

## Назва
Назва походить від імені польського короля Сигізмунда Августа (1520—1572).

## Історія
Вперше згадується у XVI столітті. При переведенні поміри на волоки у середині XVI століття село визначене як передмістя Більська. У 1975—1998 роках село належало до Білостоцького воєводства.

## Демографія
Демографічна структура станом на 31 березня 2011 року:
|          | Загалом | Допрацездатний вік | Працездатний вік | Постпрацездатний вік |
| -------- | ------- | ------------------ | ---------------- | -------------------- |
| Чоловіки | 259     | 48                 | 153              | 58                   |
| Жінки    | 261     | 35                 | 128              | 98                   |
| Разом    | 520     | 83                 | 281              | 156                  |

Наприкінці XIX століття населення села складало 1216 мешканців.

## Галерея

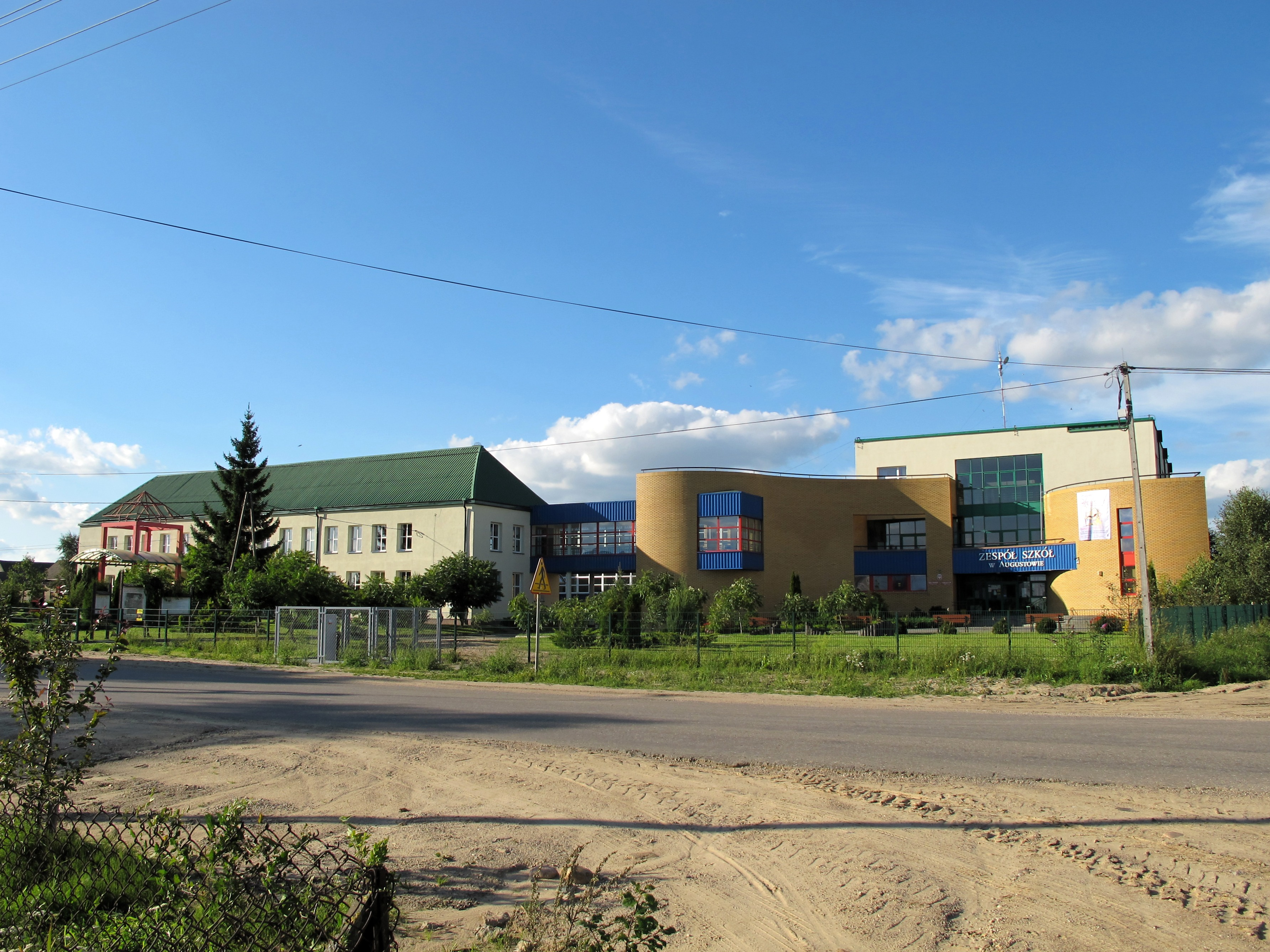
Шкільний комплекс
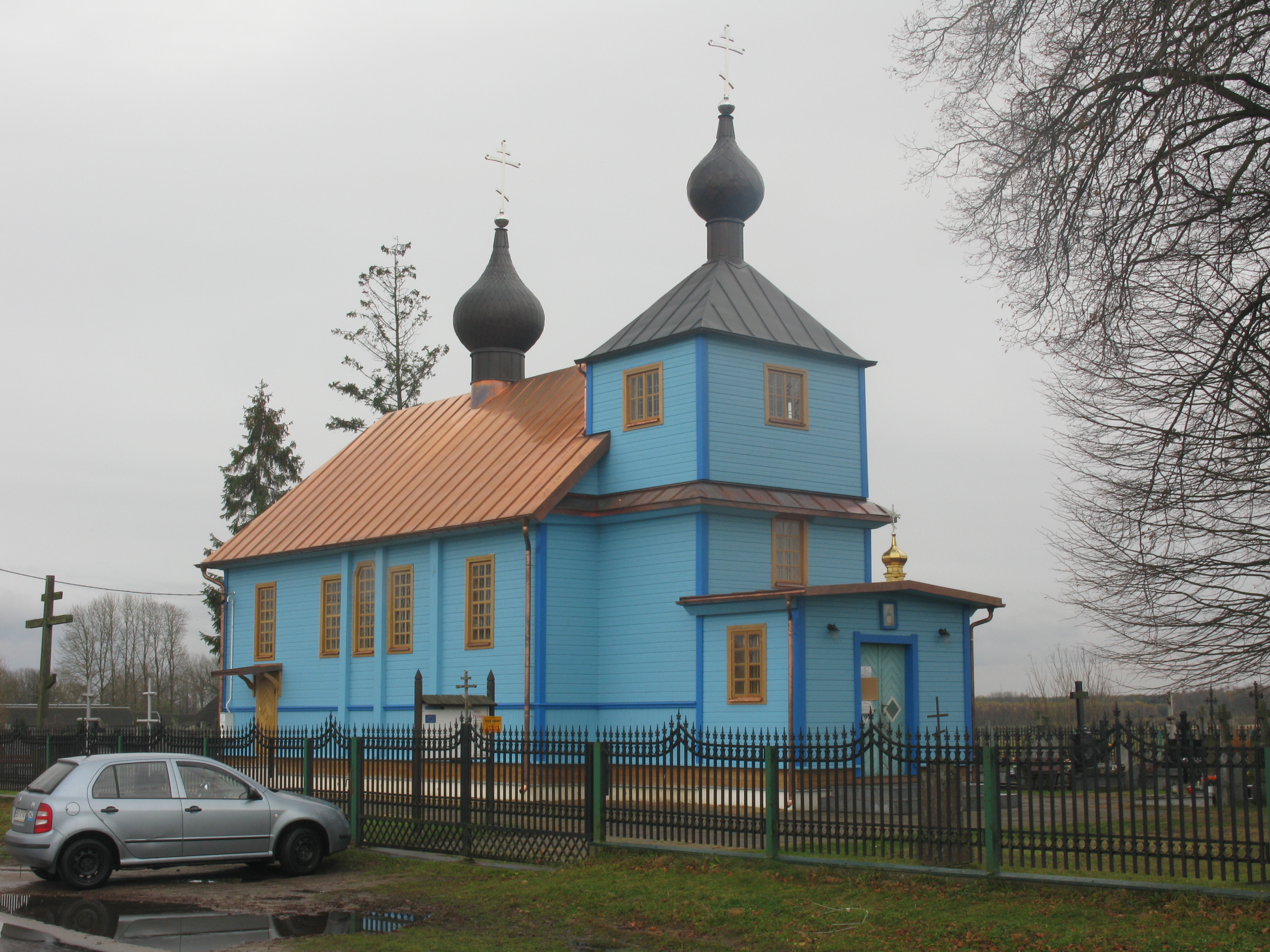
Православна церква Святого Івана Богослова
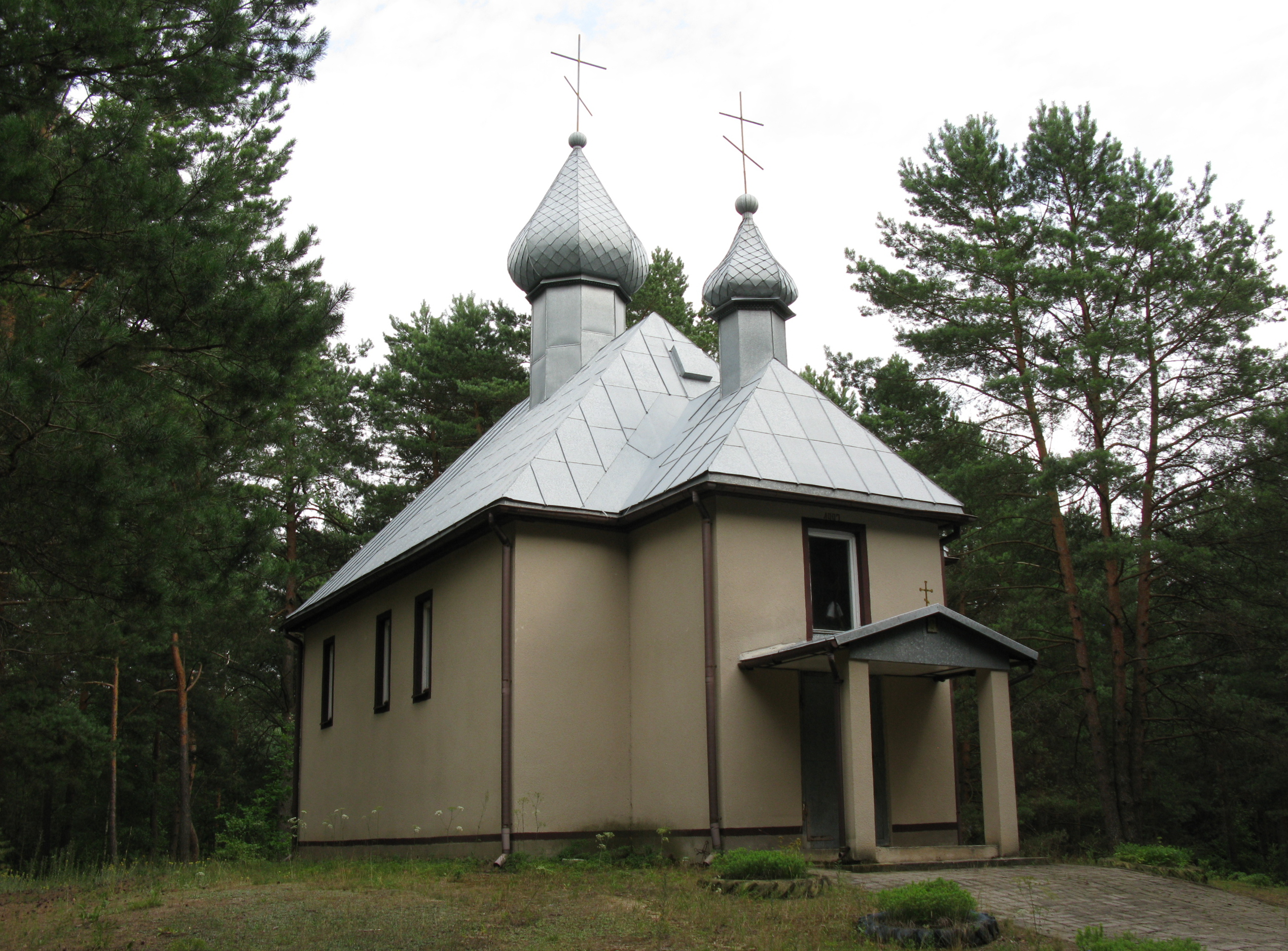
Православна каплиця Святого Пантелеймона
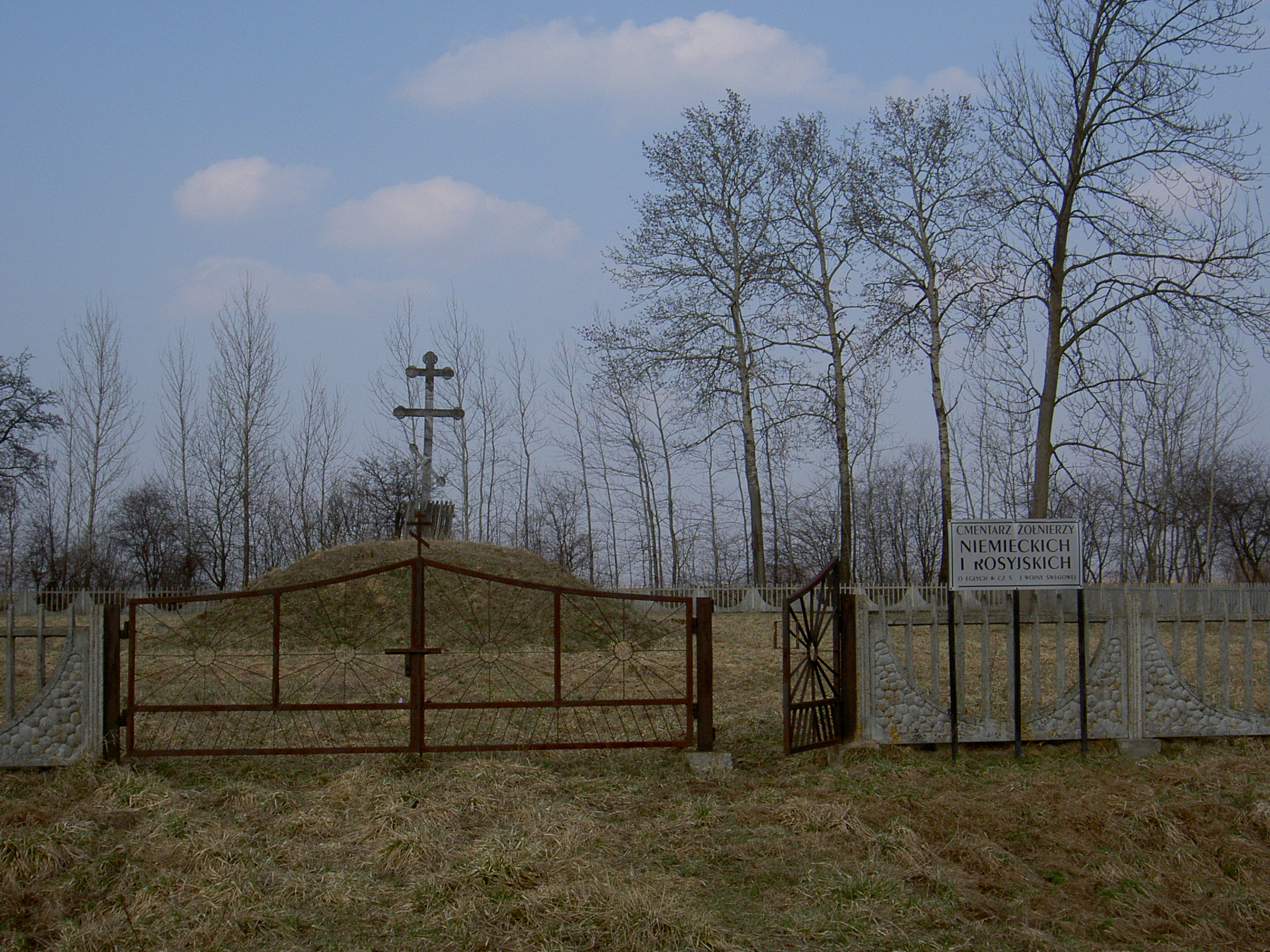
Військове кладовище Першої світової війни